# Leon Römer
Leon Römer (Amsterdam, 29 novembre 1986) è un artista, illustratore, scrittore di libri per bambini e conduttore televisivo olandese.

## Biografia
Leon Römer proviene dalla famiglia di artisti Römer: nato nel 1986, è figlio del produttore televisivo Bart Römer e anche nipote dell'attore Piet Römer.
Leon Römer si è laureato in illustrazione presso l'AKV St. Joost (2010). Nello stesso anno, ha contribuito alla fondazione del movimento Live Paint nei Paesi Bassi come primo Live Painter per l'agenzia di eventi GEK. Da allora, Römer è stato meno attivo, ma continua a essere coinvolto nelle attività attraverso LivePaint e FeestopDoek .
Nel novembre 2011 è stato pubblicato il suo primo libro per bambini, intitolato Max en Mic in Letterland. A questo libro è seguito nel 2013 un secondo: Max en Mic in Cijferspace.
Römer ha presentato il mini-programma per bambini De StripShow (2021) per AvroTros. In questa serie, gli spettatori imparano a disegnare fumetti da soli.
Nel 2025, Leon e suo padre rilasciarono una doppia intervista a Het Parool sul loro legame e sulla loro paternità.